# Sforza-Policlinico
Sforza-Policlinico è una stazione della linea M4 della metropolitana di Milano.

## Storia
Il 19 gennaio 2015 sono state consegnate le aree per la costruzione della stazione mentre i lavori veri e propri sono iniziati il 2 novembre dello stesso anno.
Nello stesso periodo venne annunciata la realizzazione di un corridoio di collegamento con la stazione Missori della linea M3, distante circa 550 metri, nei pressi della torre Velasca. Una prima ipotesi di collegamento con la fermata Crocetta era stata precedentemente scartata in quanto, benché più vicina rispetto a Missori, sarebbe risultato troppo complicato raggiungerla durante gli scavi; il tunnel sarebbe dovuto quindi passare sotto l'Università degli Studi di Milano. 
Nel progetto definitivo l'interscambio diretto è stato scartato e l'unico modo per trasbordare tra M3 ed M4 rimane uscire in superficie percorrendo 550 metri a piedi lungo Via Pantano. La situazione verrà mitigata con la costruzione di un nuovo accesso M3 all'incrocio tra Via Pantano e Via Larga, sfruttando la futura pedonalizzazione dell'area.
La stazione è stata inaugurata il 12 ottobre 2024, in concomitanza con l'apertura dell'intera linea M4.

## Interscambi
- Fermata tram 16 e 24
- Fermata bus 65 e 94 (in futuro 96/97)

## Servizi
La stazione dispone di:
- Accessibilità per portatori di handicap
- Ascensori
- Scale mobili
- Emettitrice automatica biglietti
- Stazione videosorvegliata
- Servizi igienici